# Research Machines RM-380Z
Research Machines RM-380Z (RM-380Z) је професионални рачунар фирме Research Machines који је почео да се производи у Уједињеном Краљевству током 1977. године.
Користио је Z80-A микропроцесорску јединицу а RAM меморија рачунара је имала капацитет од 4 KB прошириво до 56 KB. 
Као оперативни систем кориштен је CP/M.

## Детаљни подаци
Детаљнији подаци о рачунару RM-380Z су дати у табели испод.
|                       |                                                 |
| [ 1 ]                 |                                                 |
| Произвођач            |                                                 |
| Тип                   | професионални рачунар                           |
| Меморија              | 4 прошириво до 56 KB                            |
| Поријекло             | Уједињено Краљевство                            |
| Година                | 1977                                            |
| Тастатура             | пуни помак тастера, 60 тастера, QWERTY распоред |
| Процесор              |                                                 |
| Фреквенција процесора | 4                                               |
| RAM                   | 4 прошириво до 56 KB                            |
| ROM                   | 2 или 3 (монитор)                               |
| Текст                 | 40 знакова (касније опционо 80) x 24 линије     |
| Графика               | 80 x 72 монохроматска стандардна                |
| Боја                  | једна боја или 256 боја (HRG опција)            |
| Звук                  | нема                                            |
| Димензије             | 59,5 (ширина) x 42,5 (дубина) x 21,5 (висина)   |
| Портови               |                                                 |
| Оперативни систем     |                                                 |